# كاثرين وايت
كاثرين وايت (بالإنجليزية: Kathryn White)‏ هي كاتِبة بريطانية، ولدت في 1956.